# Gyrocochlea convoluta
Gyrocochlea convoluta är en snäckart som beskrevs av Hedley 1924. Gyrocochlea convoluta ingår i släktet Gyrocochlea och familjen Charopidae. Inga underarter finns listade i Catalogue of Life.